# Vilgertshofen (Weiler)
Vilgertshofen ist der namensgebende Ortsteil der Gemeinde Vilgertshofen im oberbayerischen Landkreis Landsberg am Lech. 

## Geografie
Der Weiler Vilgertshofen liegt circa zwei Kilometer südlich von Stadl.

## Geschichte
Vilgertshofen wird erstmals 1270 als Vilgvnchoven genannt, der Ortsname stammt vom Personennamen Viligund.
Der Weiler gehörte zum Landgericht Landsberg und zur Klosterhofmark Wessobrunn, 1752 werden vier Anwesen erwähnt.

## Sehenswürdigkeiten
In Vilgertshofen befindet sich die 1692 geweihte Filial- und Wallfahrtskirche Zur Schmerzhaften Muttergottes, ein bedeutender Bau des süddeutschen Barock.
Siehe auch: Liste der Baudenkmäler in Vilgertshofen

## Kreisseniorenheim
Ebenfalls befindet sich in dem Weiler das Kreisseniorenheim des Landkreises Landsberg am Lech.